# Маннингер, Алекс
Алекса́ндер (А́лекс) Ма́ннингер (нем. Alexander Manninger; 4 июня 1977, Зальцбург, Австрия) — австрийский футболист, вратарь. Ранее выступал за такие известные европейские клубы, как лондонский «Арсенал», туринский «Ювентус».

## Карьера
В июле 1997 года австриец был куплен у ГАКа лондонским «Арсеналом». Планировалось, что он станет дублёром Дэвида Симена, но по ходу сезона 1997/98 в связи с травмой первого номера «канониров», Маннингер оказался основным голкипером команды. И он не подвёл. В матче Кубка Англии против «Вест Хэм Юнайтед» Маннингер принёс «канонирам» победу в серии послематчевых пенальти. В чемпионате Алекс выдал внушительную серию из шести подряд «сухих» матчей. 14 марта 1998 года его великолепные сейвы позволили «Арсеналу» одержать победу над «Манчестер Юнайтед». В итоге «Арсенал» обошёл «манкунианцев» на одно очко. В марте 1998-го Маннингер стал игроком месяца чемпионата Англии. Хотя Маннингер не сыграл в том сезоне в необходимом количестве матчей, для него было сделано исключение, и он получил заслуженную медаль.
Однако после выздоровления Симэна Маннингер вернулся на скамейку запасных. Он не смог вытеснить из состава легенду клуба.
В сборной Австрии Маннингер дебютировал в 1999 году, и с тех пор провёл за неё 33 матча.
22 июля 2016 года стало известно о том, что тренер «Ливерпуля» Юрген Клопп пригласил 39-летнего Алекса Маннингера, находящегося в статусе свободного агента после истечения контракта с «Аугсбургом», в стан «мерсисайдцев» третьим голкипером. Опытный страж ворот подписал с «Ливерпулем» годичный контракт.

## Достижения

### Командные
«Арсенал»
- Чемпион Англии: 1997/98
- Обладатель Кубка Англии: 1997/98
- Обладатель Суперкубка Англии: 1998, 1999

«Ювентус»
- Чемпион Италии: 2011/12

### Личные
- Игрок месяца английской Премьер-лиги: март 1998